# Каучуки
Каучу́ки — натуральные или синтетические эластомеры, характеризующиеся эластичностью, водонепроницаемостью и электроизоляционными свойствами; из которых путём вулканизации получают резины и эбониты.

## Натуральный каучук

Структурная формула цис-полиизопрена

Высокомолекулярный углеводород (C5H8)n, цис-полимер изопрена; содержится в млечном соке (латексе) гевеи, кок-сагыза (многолетнего травянистого растения рода Одуванчик) и других каучуконосных растений.
Природный материал получают путем коагуляции млечного сока (латекса), который содержится в растениях. Основным компонентом выступает углеводород полиизопрен (91-96%). Основным источником являются деревья рода Гевея семейства Молочайные, в основном гевея бразильская (Hevea brasiliensis), на них приходится около 95% мирового производства натурального каучука.
Каучук открыт де ла Кондамином в Кито (Эквадор) в 1751 году.
Растворим в углеводородах и их производных (бензине, бензоле, хлороформе, сероуглероде и т. д.); в воде, спирте, ацетоне натуральный каучук практически не набухает и не растворяется.
Уже при комнатной температуре натуральный каучук присоединяет кислород, происходит окислительная деструкция (старение каучука), при этом уменьшается его прочность и эластичность. При температуре выше 200 °C натуральный каучук разлагается с образованием низкомолекулярных углеводородов.
При взаимодействии натурального каучука с серой, хлористой серой, органическими пероксидами (вулканизация) происходит соединение через атомы серы длинных макромолекулярных связей с образованием сетчатых структур. Это придаёт каучуку высокую эластичность в широком интервале температур.
Натуральный каучук перерабатывают в резину. В сыром виде применяют не более 1 % добываемого натурального каучука (резиновый клей). Более 60 % натурального каучука используют для изготовления автомобильных шин. В промышленных масштабах натуральный каучук производится в Индонезии, Малайзии, Вьетнаме, Таиланде, Бразилии и Китае.

### Каучуковая лихорадка
Развивающееся машиностроение и электротехника, а позже автомобилестроение потребляли всё больше резины. Для этого требовалось всё больше сырья. Из-за увеличения спроса в Южной Америке в конце XIX — начале XX веков стали возникать и быстро развиваться огромные плантации каучуконосов, выращивающие монокультурно эти растения. Позже центр выращивания каучуконосов переместился в Индонезию и Цейлон.

## Синтетические каучуки
Разработка синтетических каучуков впервые началась в России в 1900 году учениками Бутлерова — Кондаковым, Фаворским, Лебедевым, Бызовым. В 1900 году И. Л. Кондаков впервые получил синтетическим путём изопрен, изучением полимеризации которого занялся А. Фаворский. В 1903—1910 гг. параллельно группами учёных под руководством С. Лебедева и Б. Бызова велись работы по изучению процесса полимеризации и изомеризации непредельных углеводородов, и в 1910 г. Лебедеву удалось получить образец синтетического каучука на основе 1,3-бутадиена. В 1913 г. Бызовым был предложен способ получения диенов из нефти путём её пиролиза, где одним из продуктов является, собственно, 1,3-бутадиен. Из-за трудностей в освоении технологии метод был оставлен. Начали искать более простые и дешёвые способы получения 1,3-бутадиена, один из которых был разработан тем же Лебедевым (1926—1928), заключающийся в дегидрировании-дегидратации этанола.

2 CH3CH2OH -> CH2CH-CHCH2 + 2 H2O + H2

Одновременно и независимо подобные работы велись в Англии.
Первый патент на процесс получения бутадиенового синтетического каучука с использованием натрия в качестве катализатора полимеризации был выдан в Англии в 1910 году. Первое маломасштабное производство синтетического каучука по технологии, сходной с описанной в английском патенте, имело место в Германии во время Первой мировой войны.
Впервые технология производства бутадиенового синтетического каучука[уточнить] была разработана в лаборатории завода «Треугольник» Б. Бызовым, получившим за это изобретение в 1911 году премию имени Бутлерова; однако патент на это изобретение был оформлен только в 1913 году. 

Производство бутадиена в России началось в 1915 году, по технологии, разработанной И. И. Остромысленским, позднее эмигрировавшим в США.
Во время Первой мировой войны на заводе «Треугольник» был освоен выпуск противогазов из синтетического каучука Бызова.
Коммерческое производство синтетического каучука началось в 1929 году в США (компания Thiokol) и к 1940 году в мире производилось более 10 его марок. Основными производителями были США, Германия и СССР.
В СССР работы по получению синтетического каучука были продолжены Бызовым и Лебедевым, в 1928 году разработавшим советскую промышленную технологию получения бутадиена.
Производство синтетического каучука было начато на заводе СК-1 в 1932 году по методу С. В. Лебедева (получение из этилового спирта бутадиена с последующей анионной полимеризацией жидкого бутадиена в присутствии натрия). В СССР впервые в мире было организовано производство синтетического каучука в промышленных масштабах. Прочность на разрыв советского синтетического каучука составляла около 2000 psi (для натурального каучука этот показатель составляет 4500 psi, для неопрена, производство которого было начато компанией Дюпон (США) в 1931 году, — 4000 psi).
В 1941 году СССР получил более совершенную технологию получения синтетического каучука.
В Германии бутадиен-натриевый каучук нашёл довольно широкое применение под названием «Буна».
Синтез каучуков стал значительно дешевле с изобретением в 1950-х годах катализаторов Циглера — Натта.
Изопреновые каучуки — синтетические каучуки, получаемые полимеризацией изопрена в присутствии катализаторов — металлического лития, перекисных соединений. В отличие от других синтетических каучуков изопреновые каучуки, подобно натуральному каучуку, обладают высокой клейкостью и незначительно уступают ему в эластичности.
Каучуки с гетероатомами в качестве заместителей или имеющими их в своём составе часто характеризуются высокой стойкостью к действию растворителей, топлив и масел, устойчивостью к действию солнечного света, но обладают худшими механическими свойствами. Наиболее массовыми в производстве и применении каучуками с гетерозаместителями являются хлоропреновые каучуки (неопрен) — полимеры 2-хлорбутадиена.
В настоящее время большая часть производимых каучуков является бутадиен-стирольными или бутадиен-стирол-акрилонитрильными сополимерами.
В ограниченном масштабе производятся и используются тиоколы — полисульфидные каучуки, получаемые поликонденсацией дигалогеналканов (1,2-дихлорэтана, 1,2-дихлорпропана) и полисульфидов щелочных металлов.
Основные типы синтетических каучуков:
- Изопреновый
- Бутадиеновый
- Бутадиен-метилстирольный
- Бутилкаучук (изобутилен-изопреновый сополимер)
- Этилен-пропиленовый (этилен-пропиленовый сополимер)
- Бутадиен-нитрильный (бутадиен-акрилонитрильный сополимер)
- Хлоропреновый (поли-2-хлорбутадиен)
  - Неопрен (neoprene) — разновидность хлоропренового каучука
- Силоксановый
- Фторсилоксановый
- Фторкаучуки
- Тиоколы

## Промышленное применение
Наиболее массовое применение каучуков — это производство резин для автомобильных, авиационных и велосипедных шин.
Из каучуков изготавливаются специальные резины огромного разнообразия уплотнений для целей тепло-, звуко-, воздухо- и гидроизоляции разъёмных элементов зданий, в санитарной и вентиляционной технике, в гидравлической, пневматической и вакуумной технике.
Прессованием массы, состоящей из каучука, асбеста и порошковых наполнителей, получают паронит — листовой материал для изготовления прокладочных изделий с высокой термостойкостью, работающих в различных средах — вода и водяной пар с давлением до 5 МН/м2 (50 ат) и температурой до 450 °С; нефть и нефтепродукты при температурах 200—400 °С и давлениях 7—4 мН/м2 соответственно; жидкий и газообразный кислород, этиловый спирт и т. д.. Высокие уплотняющие свойства паронита обусловлены тем, что его предел текучести, составляющий около 320 МПа, достигается при стягивании соединения болтами или шпильками, при этом паронит заполняет все неровности, раковины, трещины и другие дефекты уплотняемых поверхностей и герметизирует соединение. Паронит не является коррозионно-активным материалом и хорошо поддается механической обработке, что позволяет легко изготавливать прокладки любой конфигурации, не теряющие своих эксплуатационных качеств в любых климатических условиях — ни в районах с умеренным климатом, ни в тропических и пустынных климатических условиях, ни в условиях Крайнего Севера. Высокая термостойкость паронита позволяет применять его в двигателях внутреннего сгорания. 

Армируя паронит металлической сеткой для повышения механических свойств, получают ферронит.
Каучуки применяют для электроизоляции, производства медицинских приборов и средств контрацепции.
В ракетной технике синтетические каучуки используются в качестве полимерной основы при изготовлении твёрдого ракетного топлива, в котором они играют роль горючего, а в качестве окислителя используется порошок селитры (калийной или аммиачной) или перхлората аммония.